# Giuseppe Ferro
Giuseppe Ferro (Frattamaggiore, 4 agosto 1901 – Campobasso, 9 aprile 1978) è stato un imprenditore italiano, la cui opera è stata importante per la ricostruzione industriale della regione Molise.

## Biografia
Nato nel 1901 a Frattamaggiore, nella provincia di Napoli, fu terzo figlio di Domenico Ferro e di Elisa Buonanno, figlia del sindaco di Sant'Antimo. Il padre, operatore economico in attività con nove forni e nove carretti, nel 1910 si trasferì nel Molise con i suoi cinque figli e impiantò un molino a palmenti per la produzione di farina in corso Bucci a Campobasso.
La società creata con i figli Marcantonio, Giuseppe e Raffaele progredì ben presto, avvalendosi della conoscenza del porto di Napoli per lo smercio dei prodotti. Nel 1925 Giuseppe Ferro installò un molino elettrico a cilindri con macchinari della ditta svizzera Bühler. Trasferitosi il fratello maggiore Marcantonio a Cava de' Tirreni questi fu anche presidente della squadra di calcio della Salernitana allenata da Gipo Viani.
Al ritiro in pensione dell'ormai anziano padre Domenico a Napoli, ricadde su di lui il compito di gestire l'attività, in quanto l'altro fratello, Raffaele, era di salute cagionevole. Acquistò, presso Ferrazzano e in contrada Feudo, otto aziende agricole, modernizzandole, affidandole a mezzadri marchigiani ed attrezzandole con trattori, trebbie, stalle modello e tori da monta. Rilevò a Larino la prima centrale elettrica del Molise, che poi dovette cedere poiché, avendone acquistata un'altra a Lucito (riforniva di energia i paesi di Lucito, Lupara, Castelbottaccio, Petrella Tifernina, Castellino sul Biferno), non gli era consentito dalla legge condurne più di una.
Operò anche nel settore del credito con la Banca Molisana di Credito, di cui fu importante azionista.
Il 13 ottobre del 1943, lo stabilimento e tutto il palazzo attiguo di tre piani furono minati e bruciati dai tedeschi in ritirata. Giuseppe Ferro iniziò la ricerca di macchinari usati, necessari a riavviare l'attività, con continui viaggi nel centro-sud Italia. Il trasporto veniva effettuato, di notte, con automezzi dai fari semi oscurati per sfuggire agli avvistamenti aerei. Servendosi di mezzi di fortuna, riuscì a smontare un vecchio molino inattivo a Tivoli e riprese nel 1947 l'attività molitoria sulle macerie dell’impianto distrutto. Per essere sicuro dell'approvvigionamento, ed aiutare molti contadini, non esitò a comprare il grano duro dal Basso Molise, direttamente sul campo, prima che venisse trebbiato; nel mentre faceva venire intere camionate di farina di grano tenero dal Veneto, per rifornire tutto il Molise, e da Napoli, farina americana per i dolci.
Nominato commendatore, fu premiato nel 1965 con medaglia d’oro dalla Camera di Commercio per aver contribuito, più di tutti, alla rinascita del Molise, dopo la fine della seconda guerra mondiale.
Fu autore di iniziative sociali, come l'acquisto di una villa ai Camaldoli di Napoli in favore di una'istituzione religiosa e il versamento di una forte somma per la riparazione dell'ala sinistra della cattedrale di Campobasso. Il vescovo, non potendo far fronte all'ingente spesa, ebbe condonata dal sig. Ferro la somma a suo tempo ricevuta.
Acquistò nel novembre 1956 il pastificio Battista, il principale pastificio del Molise, che già nel 1910, all'esposizione di Bruxelles, aveva vinto il primo premio della pastificazione per la qualità e le varietà della produzione. Tuttavia ritenne di non attivarlo, per non diventare concorrente di Nicola Carlone, titolare di un noto pastificio di Campobasso, del quale aveva sposato le cugine Vincenzina ed alla morte di questa, la sorella Rosa Carlone: dai due matrimoni erano nati Domenico, Vincenzo ed Elisa. Acquistò, al centro di Termoli, il molino De Siena, trasformando, con l'impresa edile Narducci, il cuore della cittadina costiera attraverso la costruzione di importanti fabbricati. A lui si deve anche l'inizio della strada che collega Campodipietra con la contrada Taverna del Cortile, e la scelta del terreno in agro di Ripalimosani su cui, in seguito, i figli Domenico e Vincenzo, costruirono le Semolerie Molisane, prime in Italia ad applicare il lavaggio a secco dei cereali da macinare.
I comuni di Campobasso e Ripalimosani hanno intestato due strade a Giuseppe Ferro.
Il figlio Vincenzo, essendo deceduto prematuramente il fratello Domenico, con i figli di quest'ultimo Flavio e Francesco e i propri figli Giuseppe e Rossella, rileva l'11 marzo 2011 la Molisana spa. e la rilancia fino a farla diventare il quinto produttore italiano del settore.